# Moonsorrow
Moonsorrow est un groupe de folk metal finlandais, originaire d'Helsinki. Le groupe se différencie des autres groupes de folk metal, ayant pour thèmes paganisme et spiritualité, par leur style musical moins festif.

## Biographie

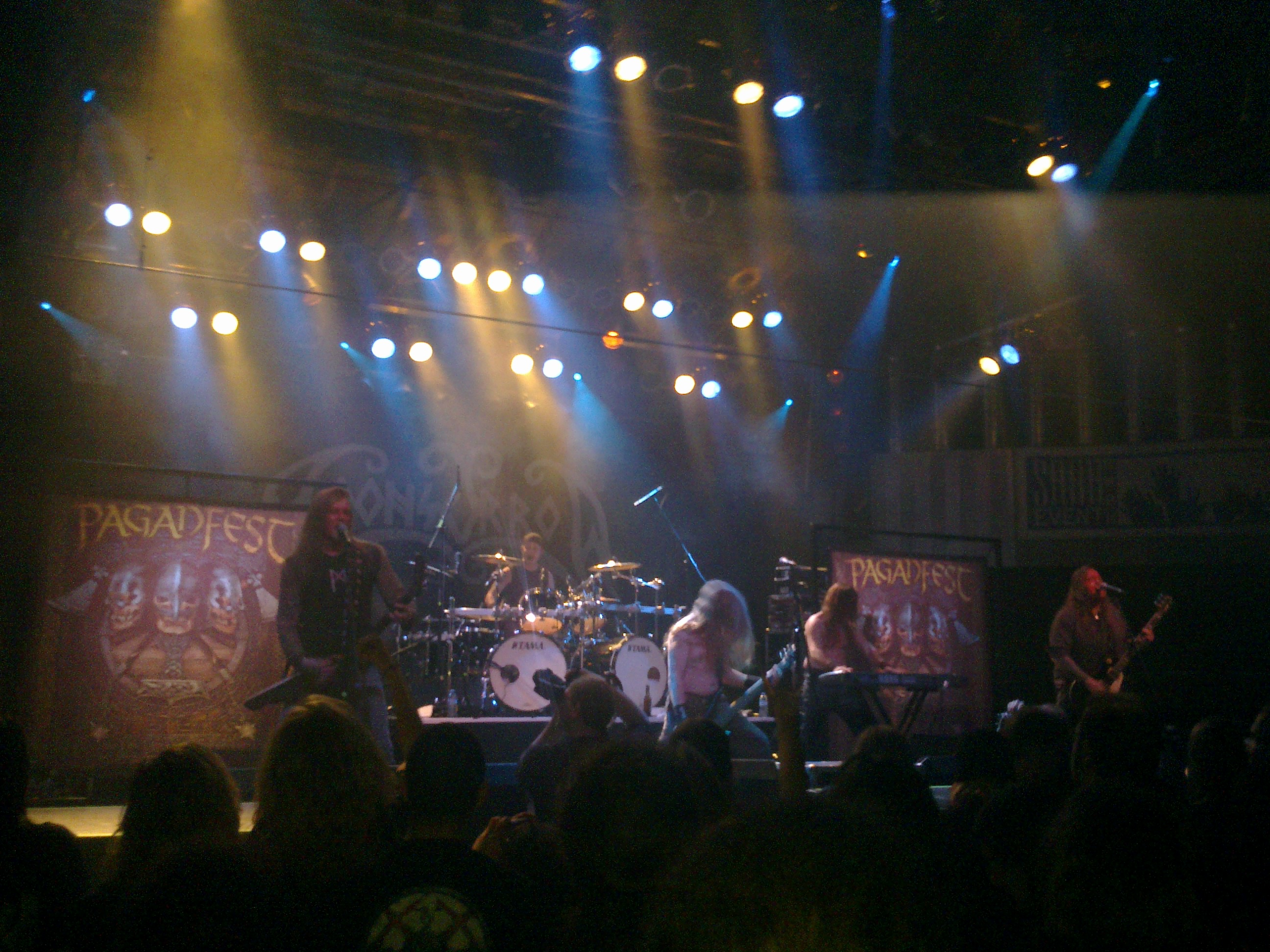
Moonsorrow sur scène en 2001.

Formé en 1995 par deux cousins, Ville Sorvali (chant et guitare) et Henri Sorvali (guitare et claviers; également claviériste de Finntroll, Barathrum et membre de session d’Ensiferum). Moonsorrow entre sur la scène metal avec quatre démos, mais Suden Uni est leur premier vrai album. Les textes de Moonsorrow, évoquant le paganisme, les folklores et les légendes finlandaises, sont mêlés à des parties instrumentales alliant instruments folkloriques et ambiances (bruit de vent, de vagues, chants d’oiseaux, etc.)
Leur premier album, Suden Uni, enregistré au début de l'année 2000, sort en 2001 avec Tämä Ikuinen Talvi, une réédition de leur démo de 1999. Suden Uni combine paganisme finnois et éléments folk. Après avoir recruté Mitja Harvilahti et Markus Eurén, Moonsorrow commence à jouer en live et sort Voimasta Ja Kunniasta fin 2001. Cependant, le groupe devient plus connu avec leur album sorti en 2003, Kivenkantaja. En 2005 le groupe continue sur sa lancée avec son quatrième album, Verisäkeet. Cet album est également leur premier à utiliser des sons ambiants tels que des chants d’oiseaux ou des crépitements de flammes entre les pistes.
En janvier 2006, le groupe joue pour la première fois aux États-Unis au Heathen Crusade Metalfest dans le Minnesota
Le 7 mars 2006, le groupe annonce leur second album avec le label Spinefarm Records, prévu pour fin 2006. Le 19 juin est annoncée la présence de Thomas Väänänen, chanteur de Thyrfing. Viides Luku - Hävitetty sort en janvier 2007. Il est composé de deux chansons aux influences rock progressif plus prononcées. Un EP appelé Tulimyrsky est publié en 2008. Cet EP dure plus d’une heure et contient une nouvelle chanson (éponyme), deux remakes de vieilles chansons et deux reprises. Il est sorti dans le monde entier sous Spinefarm Records, et en mai, le label allemand Drakkar Productions le sort en Allemagne, en Autriche et en Suisse.
En automne 2010, le groupe enregistre son sixième album Varjoina Kuljemme Kuolleiden Maassa, qui sortira le 21 février 2011 sous le label Spinefarm Records. En octobre 2012, Moonsorrow annonce sur leur site officiel qu’ils ont signé un contrat avec Century Media Records. Le groupe commente : « Nous sommes ravis de commencer à travailler avec Century Media, un label où de nombreux autres artistes ont déjà trouvé refuge ! Nous ne faisons jamais notre musique à moitié ou avec des compromis et nous savons que notre art est entre de bonnes mains avec des gens qui ont la même mentalité dans la gestion d’un label. Maintenant, après un an depuis la sortie de notre dernier album, nous sommes prêts à commencer à créer quelque chose de nouveau. Un nouveau chapitre dans le voyage épique de Moonsorrow »[réf. nécessaire]. En juin 2013, le groupe annonce un coffret de vinyles de ses œuvres complètes par Blood Music. Comprenant 13 LP, elle est la plus grande rétrospective de metal à ce jour.
Le 1er avril 2016, sort le septième album du groupe, Jumalten aika, paru chez Century Media.

## Récompenses
- 2016 : l'album Jumalten Aika est classé 5e des 10 meilleurs albums folk de l'année par le site hollandais Folk-Metal.nl[5]. Il est également classé 5e album de l'année tout genre confondu ainsi que meilleur album de l'année dans le genre viking/pagan/folk sur le site international et Estonien Metal Storm[6].

## Membres

### Membres actuels
- Ville Seponpoika Sorvali - batterie, clavier (1995-1996), chœurs (1996), chant agressif (depuis 1997), basse (depuis 1998)[2]
- Henri Urponpoika Sorvali - guitare, chant, chœur, clavier, accordéon, harpe, tin whistle (depuis 1995)[2]
- Marko « Baron » Tarvonen - batterie, guitare acoustique, chœurs (depuis 1999)[2]
- Mitja Harvilahti - guitare, chœurs, chant clair (depuis 1999)[2]
- Markus Eurén - synthétiseur (en live seulement) (depuis 2001)[2]

### Membres invités
- Thomas Väänänen  (Thyrfing) – chant sur Viides Luku - Hävitetty
- Hittavainen (Korpiklaani) – fiddle, jouhikko
- Janne Perttilä (Barren Earth, Rytmihäiriö) – guitare (live), chœurs

## Discographie

### Albums studio
- 2001 : Suden Uni
- 2001 : Voimasta Ja Kunniasta
- 2003 : Kivenkantaja
- 2005 : Verisäkeet
- 2007 : Viides Luku: Hävitetty
- 2008 : Tulimyrsky (EP)
- 2011 : Varjoina Kuljemme Kuolleiden Maassa
- 2016 : Jumalten aika